# 박준 (시인)
박준(朴濬, 1983년 ~ )은 대한민국의 시인이다.
2008년 《실천문학》으로 등단했다. 출판사 창비에서 편집자로도 일하고 있다.

## 저서
시집
- 《당신의 이름을 지어다가 며칠은 먹었다》 (문학동네) 2012년 12월 ISBN 978-89546195-7-8
- 《우리가 함께 장마를 볼 수도 있겠습니다》 (문학과지성사) 2018년 12월 ISBN 978-89320349-4-2

산문
- 《운다고 달라지는 일은 아무것도 없겠지만》 (난다) 2017년 7월 ISBN 979-11960751-7-0

공저
- 《나는 매번 시 쓰기가 재미있다》 (서랍의날씨) 2016년 6월 ISBN 979-11864045-9-1
- 《이럴 땐 쓸쓸해도 돼》 (천년의상상) 2016년 10월 ISBN 979-11858112-6-0
- 《사랑해도 혼나지 않는 꿈이었다》 (미디어창비) 2018년 4월 ISBN 979-11866219-0-5
- 《밤은 길지라도 우리 내일은 (신동엽 50주기 기념 신동엽문학상 역대 수상자 신작시집)》 (창비) 2019년 4월 ISBN 978-89364770-2-8
- 《나 개 있음에 감사하오》 (아침달) 2019년 6월 ISBN 979-11894671-2-8

## 출연/진행
- 박준, 그가 말하는 시와 삶 '운다고, 읽는다고 달라지는 일은 없겠지만' Park Joon - 네이버 책문화 생중계
- 라디오- 시작하는 밤 DJ
- 2023년 영화- 너와 나 - 물리 선생님 역